# 1. Amateurliga Südwest 1961/62
Die 1. Fußball-Amateurliga Südwest 1961/62 war die 10. Saison der drittklassigen 1. Amateurliga im regionalen Männerfußball des südlichen Teils des Landes Rheinland-Pfalz und ein Vorgänger der Fußball-Verbandsliga Südwest. Die 1. Amateurliga Südwest wurde 1952 aus einer Zusammenlegung der Amateurligen Rheinhessen, Westpfalz und Vorderpfalz gebildet und existierte bis zur Saison 1977/78 als dritthöchste Liga. Nach Einführung der Oberliga Südwest 1978 als höchste Amateurspielklasse wurde die Spielklasse in „Verbandsliga Südwest“ umbenannt und war ab diesem Zeitpunkt nur noch viertklassig.

## Abschlusstabelle
Die Meisterschaft gewann Phönix Bellheim, der auch Aufstiegsrunde zur II. Division Südwest gewann und qualifizierte sich als südwestdeutscher Amateurmeister sowohl für den Aufstieg in die II-Division als auch zur Teilnahme an der deutschen Fußball-Amateurmeisterschaft, wo man im Halbfinale gegen den Berliner Meister SC Tegel mit 0:1 unterlag.
Den Gang in die 2. Amateurliga mussten der 1. FC Idar und der VfR Kirn antreten. Für die nachfolgende Saison 1962/63 kamen als Aufsteiger aus den 2. Amateurligen die Bavaria Wörth und der FC Rodalben sowie als Absteiger aus der II. Division der 1. FC Sobernheim.
| Pl. | Verein                     | Sp. | Tore  | Punkte |
| --- | -------------------------- | --- | ----- | ------ |
| 01. | Phönix Bellheim            | 30  | 93:39 | 47:13  |
| 02. | ASV Landau                 | 30  | 67:37 | 38:22  |
| 03. | FSV Oggersheim             | 30  | 67:57 | 35:25  |
| 04. | FVgg Mombach               | 30  | 80:61 | 32:28  |
| 05. | SpVgg Mundenheim           | 30  | 51:39 | 32:28  |
| 06. | SC Hauenstein              | 30  | 50:55 | 32:28  |
| 07. | VfR Baumholder             | 30  | 68:50 | 31:29  |
| 08. | VfR Friesenheim            | 30  | 55:65 | 31:29  |
| 09. | TuS Altrip (N)             | 30  | 54:77 | 31:29  |
| 10. | FC Dahn                    | 30  | 55:56 | 29:31  |
| 11. | VfL Neustadt               | 30  | 42:50 | 27:33  |
| 12. | 1. FC Kaiserslautern Amat. | 30  | 51:52 | 24:36  |
| 13. | SG 05 Pirmasens            | 30  | 51:70 | 24:36  |
| 14. | SpVgg 08 Oberstein         | 30  | 48:75 | 23:37  |
| 15. | 1. FC Idar (N)             | 30  | 48:74 | 22:38  |
| 16. | VfR Kirn                   | 30  | 51:71 | 22:38  |

| (N) | Aufsteiger aus den 2. Amateurligen 1960/61 |